# Owen Rand Kenan
Owen Rand Kenan (* 4. März 1804 in Kenansville, Duplin County, North Carolina; † 3. März 1887 ebenda) war ein amerikanischer Politiker im 19. Jahrhundert. Er war der Cousin von Augustus Holmes Kenan.
Er bekleidete zwischen 1834 und 1838 einen Sitz in der State Legislature von North Carolina. Nach der Sezession seines Heimatstaates 1861 vertrat er jenen Staat im 1. Konföderiertenkongress.
Kenan starb 1887 in Kenansville und wurde anschließend dort auf dem Graham Cemetery beigesetzt.